# Cori (månekrater)
Cori er et nedslagskrater på Månen. Det befinder sig på den sydlige halvkugle på Månens bagside og er opkaldt efter den amerikanske fysiolog og nobelprismodtager Gerty T. Cori (1896 – 1957).
Navnet blev officielt tildelt af den Internationale Astronomiske Union (IAU) i 1979.

## Omgivelser
Corikrateret ligger mindre end en kraterdiameter nord for Baldetkrateret. Mod nordøst ligger Grissomkrateret.

## Karakteristika
Cori er et cirkulært krater med en noget eroderet ydre rand. Kratervæggen har en hylde, som løber rundt om den vestlige del af kraterets omkreds, hvor materiale er styrtet ned fra kanten. Der er et lille udadgående brud i den nordlige kratervæg, og et lille krater ligger op imod den østlige indre væg. I kraterbunden ligger nogle få småkratere, men ingen højderygge eller usædvanlige landskabstræk.

## Satellitkratere
De kratere, som kaldes satellitter, er små kratere beliggende i eller nær hovedkrateret. Deres dannelse er sædvanligvis sket uafhængigt af dette, men de får samme navn som hovedkrateret med tilføjelse af et stort bogstav. På kort over Månen er det en konvention at identificere dem ved at placere dette bogstav på den side af satellitkraterets midte, som ligger nærmest hovedkrateret. Corikrateret har følgende satellitkratere:
| Cori | Længde  | Bredde   | Diameter |
| ---- | ------- | -------- | -------- |
| G    | 50,9° S | 147,0° V | 20 km    |

## Måneatlas
- Billeder af Corikrateret i LPI-måneatlasset